# Nombrevilla
Nombrevilla è un comune spagnolo situato nella comunità autonoma dell'Aragona.